# Rooks County
Rooks County är ett administrativt område i delstaten Kansas, USA. År 2010 hade countyt 5 181 invånare. Den administrativa huvudorten (county seat) är Stockton.

## Geografi
Enligt United States Census Bureau har countyt en total area på 2 319 km². 2 301 km² av den arean är land och 18 km² är vatten.

### Angränsande countyn
- Phillips County - norr
- Smith County - nordost
- Osborne County - öst
- Ellis County - söder
- Trego County - sydväst
- Graham County - väst

### Orter
- Damar
- Palco
- Plainville
- Stockton (huvudort)
- Woodston
- Zurich